# Kuki

Kuki (久喜市 Kuki-shi?) este un municipiu din Japonia, prefectura Saitama.